# Meningitis aséptica
La meningitis aséptica es la inflamación de las meninges, una membrana que recubre el cerebro y la médula espinal, en pacientes cuyo resultado del líquido cefalorraquídeo es negativo con los cultivos bacterianos de rutina. La meningitis aséptica está causada por virus, micobacterias, espiroquetas, hongos, medicamentos y enfermedades cancerosas. Las pruebas para la meningitis y la meningitis aséptica son prácticamente las mismas. Se toma una muestra de líquido cefalorraquídeo mediante una punción lumbar y se analizan los niveles de leucocitos para determinar si hay una infección y se realizan más pruebas para ver cuál es la causa real. Los síntomas son los mismos tanto para la meningitis como para la meningitis aséptica, pero la gravedad de los síntomas y el tratamiento pueden depender de la causa concreta.
La causa más común de meningitis aséptica es por infección viral. Otras causas pueden incluir efectos secundarios de medicamentos y trastornos del tejido conectivo.

## Signos y síntomas
La meningitis aséptica es una enfermedad que puede depender de la edad del paciente, sin embargo, las investigaciones han mostrado algunos síntomas distintivos que indican la posibilidad de una meningitis aséptica. Una variedad de pacientes notan un cambio en la temperatura del cuerpo (temperaturas más altas de lo normal 38-40 °C), marcado con la posibilidad de vómitos, dolores de cabeza, dolor de cuello firme, e incluso falta de apetito. En los pacientes más jóvenes, como los bebés, puede notarse una inflamación meníngea junto con la posibilidad de necrosis hepática y miocarditis. En casos graves, un fallo orgánico múltiple también puede ser señal de meningitis aséptica y, a menudo, en los bebés, las convulsiones y los déficits neurológicos focales pueden ser síntomas tempranos de meningitis aséptica. De hecho, en los recién nacidos, la tasa de mortalidad es del 70%. El siguiente grupo de edad, al igual que los niños, presenta síntomas similares pero variables de dolor de garganta, sarpullidos y diarrea. En los adultos, los síntomas y la dureza de los mismos suelen ser de menor duración. Además, la probabilidad de desarrollar una meningitis aséptica aumenta cuando los pacientes tienen un caso de paperas o herpes.
Los síntomas de la meningitis causada por una infección vírica aguda duran entre una y dos semanas. Cuando la meningitis aséptica está causada por el citomegalovirus, el 20% de los individuos se enfrentan a la mortalidad o la morbilidad. Si no se trata, puede afectar a la audición y a la capacidad de aprendizaje del individuo.

## Causas
La causa más común de la meningitis aséptica es una infección vírica, concretamente por enterovirus. De hecho, el 90% de los casos de meningitis que son virales están causados por enterovirus. Otros virus que pueden causar meningitis aséptica son el virus de la varicela zóster, el herpes y las paperas. Otras causas pueden ser las micobacterias, los hongos, las espiroquetas y las complicaciones del VIH. Los efectos secundarios de ciertos fármacos, como los antiinflamatorios no esteroideos (AINE), los antibióticos (por ejemplo, trimetoprim-sulfametoxazol o amoxicilina) y los antiepilépticos también pueden causar meningitis aséptica.
Existen múltiples tipos de meningitis aséptica que se diferencian en función de su causa.
- Un ejemplo de una infección de paperas. meningitis viral

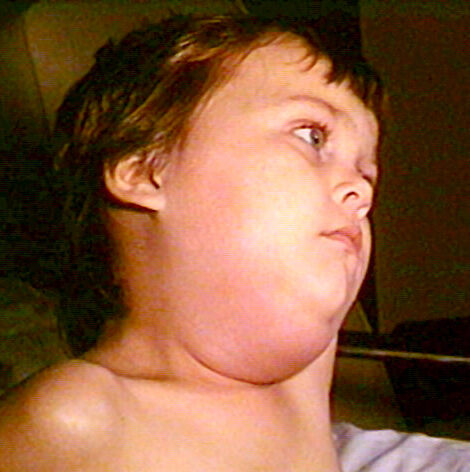
Un ejemplo de una infección de paperas.

  - Meningitis causada por enterovirus (EV). Esta es la causa más común de meningitis vírica, ya que el 90% de los casos de meningitis vírica están causados por EVs.[2]
  - Virus de la inmunodeficiencia humana (VIH)
  - Meningoencefalitis por paperas
  - Los mosquitos portaban virus de la familia de los flavivirus. La encefalitis de San Luis (SLE) y el virus del Nilo Occidental (WNV) son las más típicas.[5]
  - Tipos específicos de herpes pueden provocar meningitis aséptica. Estos son (HSV)-1, (HSV)-2, virus varicela-zóster y (HHV6).[5]
- Bacterias
  - Enfermedad de Lyme[6]
  - Sífilis[6]
  - Leptospirosis
- Hongos
  - Infección criptocócica[6]
  - Infección por coccidioides[6]
- Meningitis aséptica inducida por fármacos (DIAM)
  - Irritación de las meninges por fármacos administrados directamente en el canal espinal o en el espacio subaracnoideo.[7] La hipersensibilidad al fármaco da lugar a una respuesta inmunitaria.[8]
- Enfermedades autoinmunes
  - Lupus eritematoso sistémico .[5]
- Meningitis aséptica causada por cáncer, como la meningitis neoplásica
  - Afecta a alrededor del 5% de todos los casos de cáncer, con predominio de las leucemias.[5]
- neurosarcoidosis

## Diagnóstico

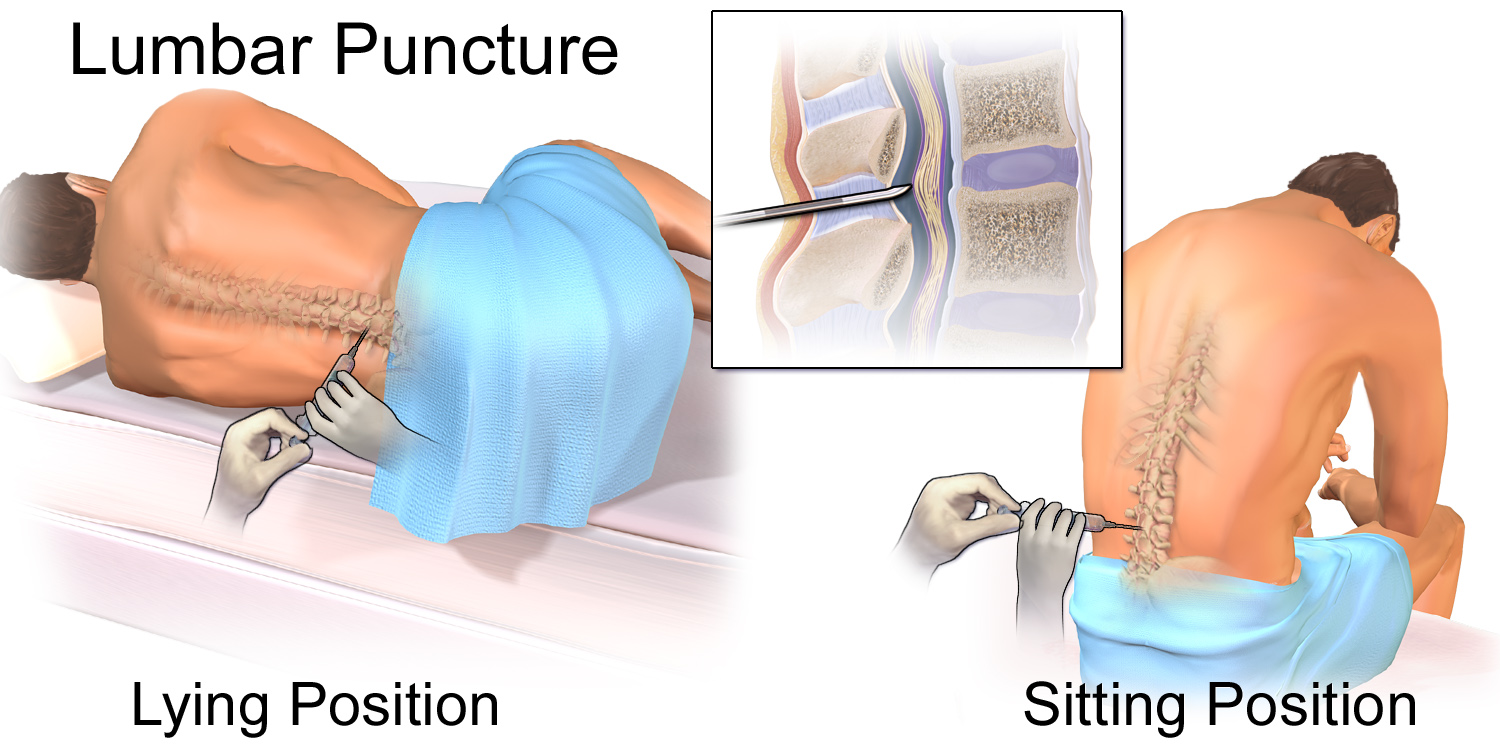
Procedimiento de punción lumbar para el diagnóstico de meningitis aséptica

El término aséptico puede ser engañoso, ya que implica la ausencia de infección. Por el contrario, muchos casos de meningitis aséptica representan una infección por virus o micobacterias que no pueden detectarse con los métodos habituales. Los profesionales médicos tendrán en cuenta la estación del año, el historial médico del individuo y la familia, la exploración física y los resultados del laboratorio a la hora de diagnosticar la meningitis aséptica.
Una de las pruebas médicas más habituales para diagnosticar la meningitis aséptica es la punción lumbar. Un profesional médico introduce una aguja entre dos vértebras para extraer líquido cefalorraquídeo (LCR) de la médula espinal. El líquido cefalorraquídeo recogido en la punción lumbar se analiza mediante un examen microscópico o un cultivo para distinguir entre meningitis bacteriana y aséptica. Las muestras de LCR se someten a recuento de células, tinciones de Gram y cultivos víricos, así como a la reacción en cadena de la polimerasa (PCR). La reacción en cadena de la polimerasa ha aumentado la capacidad de los clínicos para detectar virus como el enterovirus, el citomegalovirus y el herpesvirus en el LCR, pero muchos virus todavía pueden escapar a la detección. Otras pruebas de laboratorio incluyen la recogida de sangre, orina y heces. Los profesionales médicos también tienen la opción de realizar una tomografía computarizada (TC) o una resonancia magnética (RM), estas pruebas ayudan a observar calcificaciones o abscesos.

## Tratamiento
Si los niveles de LCR son irregulares entre los individuos, serán hospitalizados donde recibirán una terapia antiviral. Si la meningitis aséptica ha sido causada por el virus del herpes simple (VHS), el individuo recibirá aciclovir, un medicamento antiviral. Si se diagnostica a los niños, los profesionales médicos ordenarán revisiones periódicas para detectar problemas de audición y aprendizaje.

## Historia
La meningitis aséptica fue descrita por primera vez por Wallgren en 1925. Los casos de meningitis aséptica han variado históricamente. La meningitis aséptica causada por las paperas ha disminuido en Estados Unidos debido al mayor uso de la vacunación, que evita que se produzcan casos de paperas.